# Partido Democrático Laborista de Lituania
El Partido Democrático Laborista de Lituania (en lituano: Lietuvos demokratinė darbo partija) o LDDP, fue un partido político socialdemócrata fundado en diciembre de 1989, tras la disolución de la rama lituana del Partido Comunista de la Unión Soviética. Posteriormente, tras la debacle de la URSS, el LDDP ganó las primeras elecciones parlamentarias libres del país, con una mayoría absoluta de 73 escaños, gobernando Lituania entre 1992 y 1996. Su candidato y líder, Algirdas Brazauskas, obtuvo una aplastante victoria en las elecciones presidenciales de 1993.
Ese mismo año, quedó en tercer lugar en las elecciones, perdiendo gran parte de su poderío. Posteriormente, en 2000, encabezó la Coalición Social-Demócrata, que obtuvo un amplio triunfo en las elecciones parlamentarias de ese mismo año. Finalmente, en 2001, se autodisolvió para formar, junto con otros miembros de la coalición, el actual Partido Socialdemócrata de Lituania.

## Resultados electorales

### Parlamentarias
|  | 43.98 % |

|  | 10.01 % |

|  | 10.66 % |

a Dentro de la Coalición Socialdemócrata de Algirdas Brazauskas.

## Líderes del LDDP
| # | Imagen | Presidente          | Período     |
| - | ------ | ------------------- | ----------- |
| 1 |        | Algirdas Brazauskas | 1990 – 1993 |
| 2 |        | Adolfas Šleževičius | 1993 – 1996 |
| 3 |        | Česlovas Juršėnas   | 1996 – 2001 |